# Академический отпуск
Академический отпуск — отпуск, предоставляемый студенту высшего или среднего профессионального учебного заведения по медицинским показаниям и в других исключительных случаях (стихийные бедствия, семейные обстоятельства).

## В России
В современной России заключение о возможности предоставления студенту академического отпуска по медицинским показаниям выдается клинико-экспертной комиссией государственного, муниципального лечебно-профилактического учреждения здравоохранения по месту постоянного наблюдения студента, в том числе студенческой поликлиникой. При этом диагноз заболевания без согласия пациента в заключении не указывается. В случаях, когда медицинское обслуживание студентов осуществляет здравпункт, заключение могут выдавать клинико-экспертные комиссии государственных, муниципальных учреждений здравоохранения, в структуру которых входит данный здравпункт.
Решение о предоставлении академического отпуска студентам принимает руководитель образовательного учреждения. Основанием для издания приказа является:
- по медицинским показаниям — личное заявление студента и заключение клинико-экспертной комиссии учреждения здравоохранения;
- в других исключительных случаях — личное заявление студента и соответствующий документ, подтверждающий основания для получения академического отпуска с указанием причины.

Как правило, предоставляется сроком до 2 лет неограниченное количество раз.